# Roger Milhau
Pour les articles homonymes, voir Milhau (homonymie).
Roger Milhau est un athlète français, né le 29 mars 1955 à Istres, spécialiste de courses de demi-fond et licencié au Martigues Sport Athlétisme (MSA).
Il fut demi finaliste des Jeux olympiques de Moscou en 1980.
Il est devenu cadre national de la FFA, responsable du demi-fond français.
Il occupe par la suite le poste de Responsable Technique Sportif au Martigues Sport Athlétisme.

## Palmarès
- Recordman de France du 800 m en salle en 1978, en 1 min 47 s 8.
- Co-recordman de France du relais 4 × 800 m en 1979, en 7 min 13 s 6[1] avec Roqui Sanchez, Joël Riquelme et Philippe Dupont.
- Champion de France universitaire ASSU du 800 m en 1973 et 1974.
- Champion d'Europe en salle du 800 m en 1980
- Champion de France du 800 m en 1978, 1979 et 1980
- Champion de France en salle du 800 m en 1978, 1979 et 1982
- Médaille de bronze aux championnats d'Europe en salle sur 800 m en 1978.

## Records
- 800 m en 1 min 45 s 98 en 1980 à St-Maur (FRA)
- 800 m en salle, en 1 min 47 s 8 en 1978 à Milan (ITA)
- 4 × 800m en 7 min 13 s 6 en 1979 à Bourges (FRA)